# Julius Thomsen
Hans Peter Jørgen Julius Thomsen (16 de febrero de 1826 - 13 de febrero de 1909) fue un químico danés famoso por trabajos que fundamentaron la termoquímica como área científica y por el principio de Thomsen–Berthelot.

## Vida y trabajo
Thomsen nació en Copenhague, ciudad en la que pasó su vida. De 1847 a 1856  enseñó química en el Instituto Politécnico, del que fue director desde 1883 a 1892. De 1856 a 1866 fue parte del instituto militar. En 1866  esté nombrado profesor  de química en la universidad, cátedra que retuvo que silla hasta su jubilación en 1891.
Amigo y colega de Ludwig A. Colding, uno de los promotores del uso del principio de conservación de energía en el análisis científicos, Thomsen fue un pionero del campo de la termoquímica. En particular, entre 1869 y 1882 llevó a cabo un gran número de mediciones del calor disipado o absorbido en distintas reacciones químicas, como formación de sales, oxidación y reducción, y combustión de compuestos orgánicos. Sus resultados fueron publicados de 1882 a 1886 en cuatro volúmenes bajo el título Thermochemische Untersuchungen. En 1857  estableció en Copenhague un proceso para fabricar refresco de criolita, obtenido de la costa oeste de Groenlandia.
Thomsen fue elegido miembro de la Real Academia de las Ciencias de Suecia en 1880, y miembro extranjero honorario de la Academia Estadounidense de las Artes y las Ciencias en 1884. Recibió medalla Davy de la Royal Society en 1883.

## Familia
Un hermano suyo, Carl August Thomsen (1834–1894), fue profesor de química técnica en el Instituto Politécnico de Copenhague, y un segundo hermano, Thomas Gottfried Thomsen (1841–1901), fue ayudante de laboratorio químico en la universidad hasta 1884, cuando dejó la ciencia para dedicarse a la teología, pasando a ejercer de ministro en Norup y Randers.